# Milady de Winter
Lady de Winter, solitamente chiamata solo Milady,(1602 circa-1628) è un personaggio immaginario, principale antagonista del romanzo I tre moschettieri (1844) dell'autore francese Alexandre Dumas, nonché dei relativi adattamenti.

## Descrizione
In I tre moschettieri Milady si presenta di volta in volta con diversi nominativi, mascherando la propria identità.
- Contessa de la Fère (il titolo assunto col primo matrimonio);
- Milady de Winter, baronessa di Sheffield (i titoli assunti col secondo matrimonio, nomi coi quali viene generalmente chiamata dagli altri personaggi del romanzo);
- Charlotte Backson (il nome fittizio impostole da lord de Winter, secondo il suo piano di bandirla nelle colonie).
- Anne de Breuil (il nome con cui si presenta al conte de la Fère prima di sposarlo, probabilmente un falso, considerando che già allora cercava di occultare il proprio passato);

Milady incarna l'archetipo della femme fatale. È una donna di 22 anni, alta, bionda, dagli occhi azzurri e le ciglia nere, dotata di una straordinaria bellezza. Utilizza il suo fascino personale, unito alla sua astuzia e spregiudicatezza, per sedurre e manipolare, ma all'occorrenza arriva ad uccidere di persona pur di raggiungere i propri scopi. Grazie ai suoi talenti diventa un agente segreto di fiducia del cardinale Richelieu, il primo ministro del regno di Francia.  

## InI tre moschettieri
Le origini di Milady sono oscure. A sedici anni era una monaca benedettina, che sedusse il padre confessore del convento e lo convinse a rubare gli oggetti liturgici e a fuggire con lei. Arrestata con il sacerdote, i due furono marchiati a fuoco sulla spalla con il fleur-de-lys (giglio), la pena prevista per il furto. I due fuggirono in campagna e assunsero l'identità di curato e di sua sorella. La donna attirò l'amore del nobile locale, il conte de la Fère, il quale, nonostante l'opposizione della famiglia, la sposò. Durante un incidente di caccia però l'uomo scoprì il marchio del giglio sulla spalla della moglie e, vistosi ingannato e disonorato, la impiccò con le proprie mani. L'esperienza lo lasciò talmente avvilito da abbandonare titolo e terre ed entrare nel corpo dei moschettieri col nome di Athos. Lei però sopravvisse all'esecuzione e fuggì ancora. Negli anni successivi riuscì a sedurre un nobile inglese, il barone di Sheffield, che la sposò, facendole ottenere il titolo di lady de Winter. L'uomo la rese madre di un figlio, ma morì dopo poco tempo in circostanze oscure (probabilmente avvelenato dalla moglie).  
Il protagonista de I tre moschettieri, D'Artagnan, si imbatte in Milady a Parigi e si infatua di lei a prima vista, tanto da duellare sia con il cognato, lord de Winter, che con lo spasimante della donna, il conte des Wardes, arrivando a fingersi proprio des Wardes per ottenere un incontro con lei. Milady si mostra indispettita perché lord de Winter non è rimasto ucciso nel duello con D'Artagnan, cosa che le avrebbe permesso di carpire la sua eredità, in quanto madre del suo unico nipote. In più D'Artagnan accidentalmente scopre del giglio impresso sulla spalla di Milady, dopodiché lei si risolve di eliminarlo per proteggere la propria identità. Nel corso del romanzo D'Artagnan dovrà infatti evitare numerosi attentati alla sua vita.  
Milady frattanto ottiene diversi incarichi come agente segreto dal primo ministro del regno di Francia, il cardinale Richelieu, il quale la coinvolge in un piano per screditare la regina Anna agli occhi del marito, il re Luigi XIII, e per eliminare il primo ministro inglese, il duca di Buckingham. Milady viene però affrontata da Athos, che, pur non avendo stavolta il coraggio di ucciderla, le sottrae il mandato firmato da Richelieu, nel quale le si assicurava preventivamente la grazia per qualsiasi delitto che lei avrebbe commesso al suo servizio. In Inghilterra, D'Artagnan e i tre moschettieri avvertono lord de Winter delle intenzioni omicide di Milady, nonché del fatto che la donna, essendo ancora in vita il suo primo marito (Athos), non è mai stata legalmente sposata con il barone di Sheffield e quindi non ha diritto a portare il titolo di lady de Winter. Il lord fa arrestare la ex-cognata e, per tutelare l'onore della sua famiglia, decide di bandirla nelle colonie. In prigione però Milady riesce ad ingannare una guardia di nome John Felton, fingendo di essere perseguitata a causa del proprio credo puritano da parte del duca di Buckingham. Felton, a sua volta un puritano, si lascia convincere a far evadere Milady e ad eseguire per lei l'assassinio di Buckingham. Tornata in Francia, Milady si vendica di D'Artagnan avvelenando la sua fidanzata Constance. Rintracciata a Lilla dai moschettieri e da lord de Winter, Milady viene infine catturata e decapitata dallo stesso boia che sei anni prima le aveva impresso sulla spalla il giglio.  
In Vent'anni dopo (1845), il seguito de I tre moschettieri, ai protagonisti si oppone Mordaunt, figlio di Milady e del barone di Sheffield. Non meno astuto e spietato della madre, nell'intento di vendicarla, Mordaunt uccide il boia di Lilla e lord de Winter, ma nel confronto finale con D'Artagnan e i tre moschettieri perde a sua volta la vita.

## Origini del personaggio
Tra le opere che ispirarono Alexandre Dumas nella stesura de I tre moschettieri figura il romanzo storico Mémoires de M. d'Artagnan (1700) di Gatien de Courtilz de Sandras. Ivi lady de Winter è una dama di compagnia della regina inglese Enrichetta Maria e ha una storia completamente differente dalla Milady di Dumas. Altri spunti potrebbero essergli derivati dalle memorie di François de La Rochefoucauld e del conte Hubert de Brienne, nonché dalle Chroniques de l'Œil de Bœuf di Touchard-Lafosse, nelle quali è riportata la vicenda della cospirazione dei diamanti della regina Anna, rielaborata anche ne I tre moschettieri. Nelle tre opere suddette il ruolo di antagonista è rivestito rispettivamente da Lucy Hay, contessa di Carlisle, da lady Clarick de Winter e da lady de Clarick. In particolare, la contessa di Carlisle (1599 – 1660), secondo il racconto di La Rochefoucauld, avrebbe rubato al duca di Buckingham dei diamanti donatigli come pegno d'amore dalla regina Anna, che a sua volta li aveva ricevuti in dono dal re Luigi XIII, ciò perché Buckingham aveva avuto come amante prima della regina Anna la Carlisle, la quale voleva quindi vendicarsi facendo scoppiare uno scandalo.   

## Milady negli adattamenti cinematografici e televisivi
| Anno | Film                                                                                     | Attrice                    | Note                  |
| ---- | ---------------------------------------------------------------------------------------- | -------------------------- | --------------------- |
| 1911 | The Three Musketeers: Part 2                                                             | Carey Lee                  | Cortometraggio        |
| 1912 | Les trois mousquetaires                                                                  | Nelly Cormon               |                       |
| 1916 | I tre moschettieri (The Three Musketeers)                                                | Louise Glaum               |                       |
| 1921 | I tre moschettieri (The Three Musketeers)                                                | Barbara La Marr            |                       |
| 1921 | Les trois mousquetaires                                                                  | Claude Mérelle             | Cortometraggio        |
| 1929 | La maschera di ferro (The Iron Mask)                                                     | Dorothy Revier             |                       |
| 1932 | Les trois mousquetaires                                                                  | Edith Méra                 |                       |
| 1935 | I tre moschettieri (The Three Musketeers)                                                | Margot Grahame             |                       |
| 1939 | D'Artagnan e i tre moschettieri (The Three Musketeers)                                   | Binnie Barnes              |                       |
| 1945 | Los tres mosqueteros                                                                     | N.D.                       |                       |
| 1948 | I tre moschettieri (The Three Musketeers)                                                | Lana Turner                |                       |
| 1950 | "The Three Musketeers", episodio della serie The Magnavox Theatre                        | Kristine Miller            |                       |
| 1952 | Il boia di Lilla                                                                         | Yvette Lebon               |                       |
| 1953 | Les quatre mousquetaires                                                                 | Georgette Anys             | Cortometraggio        |
| 1953 | Fate largo ai moschettieri! (Les 3 Mousquetaires)                                        | Yvonne Sanson              |                       |
| 1954 | The Three Musketeers                                                                     | Adrienne Corri             | Serie TV              |
| 1957 | Os três Mosqueteiros                                                                     | Vida Alves                 | Serie TV              |
| 1959 | Les trois mousquetaires                                                                  | Gaby Sylvia                | Film TV               |
| 1960 | Family Classics: The Three Musketeers                                                    | Patricia Cutts             | Film TV               |
| 1961 | I tre moschettieri (Les trois mousquetaires: Première époque - Les ferrets de la reine)  | Mylène Demongeot           |                       |
| 1961 | La vendetta dei moschettieri (Les trois mousquetaires: Tome II - La vengeance de Milady) | Mylène Demongeot           |                       |
| 1963 | I quattro moschettieri                                                                   | Lisa Gastoni               |                       |
| 1964 | Biblioteca di Studio Uno: I tre moschettieri                                             | Lucia Mannucci             | Film TV               |
| 1967 | The Three Musketeers                                                                     | Mary Peach                 | Serie TV              |
| 1968 | De drie Musketiers                                                                       | Chris Lomme                | Film TV               |
| 1969 | The Three Musketeers                                                                     | Martha Henry               | Film TV               |
| 1969 | "Les ferrets", episodio della serie D'Artagnan                                           | Antonella Lualdi           |                       |
| 1969 | "Milady", episodio della serie D'Artagnan                                                | Antonella Lualdi           |                       |
| 1971 | Los tres mosqueteros                                                                     | Elisa Ramírez              | Serie TV              |
| 1973 | I tre moschettieri (The Three Musketeers)                                                | Faye Dunaway               |                       |
| 1974 | Milady - I quattro moschettieri (The Four Musketeers)                                    | Faye Dunaway               |                       |
| 1974 | Più matti di prima al servizio della regina (Les quatre Charlots mousquetaires)          | Karin Petersen             | Film commedia         |
| 1974 | Les trois mousquetaires                                                                  | Perrette Pradier (voce)    | Film d'animazione     |
| 1974 | Cinque matti alla riscossa (Les Charlots en folie: À nous quatre Cardinal!)              | Karin Petersen             | Film commedia         |
| 1979 | Les trois mousquetaires ou L'escrime ne paie pas                                         | Maria Laborit              | Film TV               |
| 1979 | D'Artanyan i tri mushketyora                                                             | Margarita Terekhova        | Film TV               |
| 1982 | Biahore! Billegagnée                                                                     | Catherine Laborde          | Film TV               |
| 1983 | La loca historia de los tres mosqueteros                                                 | Nadiuska María Luisa Rubio | Film commedia         |
| 1986 | I tre moschettieri (The Three Musketeers)                                                | Kate Fitzpatrick (voce)    | Film TV d'animazione  |
| 1987 | D'Artagnan e i moschettieri del re (Anime san jushi)                                     | Fumi Hirano (voce)         | Serie TV d'animazione |
| 1991 | I tre moschettieri                                                                       | Marina Morgan              | Film TV               |
| 1991 | D'Artagnan                                                                               | Valérie Zarrouk            | Film TV               |
| 1993 | I tre moschettieri (The Three Musketeers)                                                | Rebecca De Mornay          |                       |
| 1999 | Three Musketeers                                                                         | Deirdre Atkinson           | Uscito in home video  |
| 2000 | M.K.3                                                                                    | Sofia Milos                | Film TV               |
| 2003 | 3 musketiers - De musical                                                                | Pia Douwes                 | Uscito in home video  |
| 2004 | Milady                                                                                   | Arielle Dombasle           | Film TV               |
| 2005 | D'Artagnan e i tre moschettieri (D'Artagnan et les trois mousquetaires)                  | Emmanuelle Béart           |                       |
| 2005 | De tre musketerer                                                                        | Maria Stokholm (voce)      | Film d'animazione     |
| 2011 | I tre moschettieri (The Three Musketeers)                                                | Milla Jovovich             |                       |
| 2014 | The Musketeers                                                                           | Maimie McCoy               | Serie TV              |
| 2018 | Moschettieri del re - La penultima missione                                              | Giulia Bevilacqua          |                       |
| 2023 | I tre moschettieri - D'Artagnan I tre moschettieri - Milady                              | Eva Green                  |                       |